# Protéine-kinase 1 associée à l'AP-2
An Error has occurred retrieving Wikidata item for infobox
La protéine-kinase 1 associée à l'AP-2 ou AAK1 (de l'anglais : Adaptor-associated protein kinase 1)  est une enzyme encodée chez l'humain par le gène AAK1,,. 
Des variantes de transcription épissées alternativement ont été décrites, mais leur validité biologique n'a pas été déterminée.

## Fonction
Le complexe AP-2 (Adaptor-related protein complex 2) fonctionne pendant l'endocytose médiée par récepteurs pour déclencher l'assemblage de la clathrine, interagir avec les récepteurs liés à la membrane et recruter des facteurs accessoires endocytaires. Ce gène code un membre de la sous-famille SNF1 des protéines-kinases Ser / Thr. La protéine interagit avec et phosphoryle une sous-unité du complexe AP-2 qui favorise la liaison sélective de l'AP-2 avec les signaux des récepteurs de la membrane et l'endocytose des récepteurs concernés. Son activité de kinase est stimulée par la clathrine.